# David Hess
David Alexander Hess, född 19 september 1936 i New York i New York, död 8 oktober 2011 i Tiburon i Marin County i Kalifornien, var en amerikansk skådespelare, kompositör och filmregissör.
Hess började sin sångarkarriär under namnet David Hill. Han sjöng originalversionen av "All Shook Up" som sedan blev en hit för Elvis Presley. Som låtskrivare skrev han låtar åt bland andra Presley och Sal Mineo.
Som skådespelare fick han sitt genombrott i Wes Cravens The Last House on the Left (1972), till vilken han även komponerade filmmusiken. Han kom att fortsätta vara verksam som skådespelare i både amerikanska och europeiska (ofta italienska) filmer, ofta i skurkroller. 

## Filmografi (urval)
- Camping del terrore (1986)
  - eng. titel Body Count
- Swamp Thing (1982)
- La casa sperduta nel parco (1980)
  - eng. titel The House on the Edge of the Park (1980)
- The Last House on the Left (1972)